# Aztec Warfare III
Aztec Warfare III o Aztec Warfare (noviembre de 2016) es el decimoprimer episodio de la tercera temporada de Lucha Underground, solo se hace una vez por temporada. El Campeonato de Lucha Underground estará en juego entre los 20 competidores. La lucha sería similar al estilo de Royal Rumble, donde cada 90 segundos ingresaría un nuevo luchador al ring sin embargo la eliminación en esta lucha es por rendición o conteo de tres segundos.

## Argumento
En el episodio 7 de la temporada 3 (Payback Time) la decisión fue tomada por Dario Cueto después de declarar que su ruleta "Dial of Doom" demostró que nadie del roster es capaz de vencer a Matanza. Por ese motivo, el campeón saldrá en la primera posición. Además, Drago se ganó entrar en la última posición al vencer a Fénix y Aero Star en una triple amenaza. Estos dos últimos no podrán participar en el combate por haber perdido.

## Resultados
- Sexy Star ganó el Aztec Warfare Match 2016 y el Campeonato de Lucha Underground.
  - Star eliminó finalmente a Mil Muertes, ganando la lucha.

## Aztec Warfare: entradas y eliminaciones
Cada participante ingresó en intervalos de 90 segundos.
| Nun. | Entrada                   | Orden | Eliminado por | Movimiento final                                                        |
| ---- | ------------------------- | ----- | ------------- | ----------------------------------------------------------------------- |
| 1    | Matanza Cueto (c)         | 15    | Mysterio      | Cubrió después de un Sunset flip powerbomb                              |
| 2    | Johnny Mundo              | 17    | Star          | Cubrió después de un Flying crossbody press por Angélico                |
| 3    | Son of Havoc              | 3     | Evans         | Cubrió después de un Standing corkscrew moonsault                       |
| 4    | Jeremiah Crane            | 1     | Matanza       | Cubrió después de un Bridging German suplex                             |
| 5    | Pentagón Dark             | 4     | Mundo         | Cubrió después de un Sunset Flip Powerbomb por vía de Black Lotus Triad |
| 6    | PJ Black                  | 12    | Mack y Star   | Cubrieron después de un Stunner por Mack                                |
| 7    | Mariposa                  | 2     | Matanza       | Cubrió después de un Chokeslam                                          |
| 8    | Rey Mysterio Jr.          | 16    | Mundo         | Cubrió después de un Wrath of the Gods by Matanza                       |
| 9    | Dr. Wagner Jr.            | 10    | Matanza       | Cubrió después de un Wrath of the Gods                                  |
| 10   | Marty "The Moth" Martinez | 8     | Mysterio      | Cubrió después de un Sunset Flip                                        |
| 11   | Jack Evans                | 11    | Mack          | Cubrió después de un Stunner                                            |
| 12   | Sexy Star                 | –     | Ganadora      | N/A                                                                     |
| 13   | Ricky Mandel              | 5     | Black         | Cubrió después de un Package Piledriver por Pentagón                    |
| 14   | Mascarita Sagrada         | 6     | Matanza       | Cubrió después de un Wrath of the Gods                                  |
| 15   | Famous B                  | 7     | Mysterio      | Cubrió después de un 619 seguido de West Coast Pop                      |
| 16   | The Mack                  | 18    | Muertes       | Cubrió después de un Flatliner                                          |
| 17   | Joey Ryan                 | 9     | Muertes       | Cubrió después de un Flatliner                                          |
| 18   | Mil Muertes               | 19    | Star          | Cubrió después de un Diving double foot stomp                           |
| 19   | Kobra Moon                | 13    | Drago         | Cubrió después de un Crucifix pin                                       |
| 20   | Drago                     | 14    | Matanza       | Cubrió después de un Car Bomb Slam                                      |